# LE VELVETS
LE VELVETS（ル ヴェルヴェッツ）は、日本の男性ボーカル・グループ。柔らかく、上品で滑らかな生地・Velvet（ヴェルヴェット）に由来。
佐藤隆紀、日野真一郎、（テノール）2人、宮原浩暢（バリトン）1人の男性3人で構成されている。ハッツアンリミテッド所属。
クラシックをはじめロック、ポップス、ジャズ、日本の民謡に至るまで、様々なジャンルの歌を自在に表現して、独自の世界を創り上げている。
Bunkamuraオーチャードホール、NHKホール、大阪フェスティバルホールなどで全国公演を行う一方、ディナーショーも毎年開催している。
メンバー各々にミュージカルにも多数出演の経歴など活動の幅は多岐にわたる。

## メンバー
- 宮原浩暢（みやはら ひろのぶ） 1979年8月16日（45歳）生まれ、静岡県出身。東京藝術大学声楽科 同大学院 修士課程 修了。バリトン担当。
- 日野真一郎（ひの しんいちろう） 1982年6月27日（42歳）生まれ、福岡県出身。武蔵野音楽大学声楽科 同大学院 修士課程 修了。テノール担当。
- 佐藤隆紀（さとう たかのり） 1986年2月5日（39歳）生まれ、福島県喜多方市出身。国立音楽大学演奏学科 声楽専修 卒業[2]。テノール担当。

## 旧メンバー
- 佐賀龍彦（さが たつひこ） 1981年1月14日（44歳）生まれ、京都府出身。京都市立芸術大学声楽科 卒業。テノール担当。

## 略歴
「身長180cm以上、音楽大学卒」の条件でオーディションを経て合格、2008年結成。
- 2011年
  - 1月26日　音楽配信サイト・レコチョクのジャズ・クラシック音楽部門でデイリーチャート1位、週間チャート1位を獲得。
  - 1月28日　テレビショッピングのQVCジャパンに登場し、テレビショッピングからCDデビューを果たす。
- 2012年
  - 7月19日　フィリピンにてCDデビューを果たし、デビューイベントと同時にフィリピン&日本友好親善フレンドシップイベントに参加。
  - 8月　ワーナーミュージック・ジャパンよりアルバム『Le Velvets』でメジャー・デビュー。
- 2015年
  - 9月　エピックレコードジャパンよりアルバム『NEO CLASSIC』をリリース。9月13日付オリコンアルバムチャートでクラシックチャート1位を獲得。
  - Le VelvetsからLE VELVETSに改名。
- 2016年
  - 9月　エピックレコードジャパンよりアルバム『CLASSIC PASSION』をリリース。9月20日付オリコンアルバムチャートでウィークリークラシックチャート1位を獲得。
- 2017年
  - 6月14日　メンバーの黒川拓哉が神奈川県警察に児童買春容疑で逮捕されたことを受け、公式ページにて黒川拓哉の無期限活動停止を発表[3]。23日、解雇[4]。
- 2018年
  - 10月　ハッツアンリミテッドよりアルバム『Teatro Clásico』をリリース。
- 2019年
  - 11月　イープラスミュージックよりアルバム 『WORLD MUSICAL』 をリリース。
- 2020年
  - 10月  イープラスミュージックよりアルバム『PRAYLIST』をリリース。
  - 12月　TOKYOFM「Jet Stream [5]」クリスマス配信コンサート。
- 2021年
  - 7月   LE VELVETS 公式アカウント LINE スタート。
  - 8月　「LE VELVETS〝THE密着〟PRAYLIST 2020」Streaming+配信。
  - 9月　佐賀龍彦、軽度の脳梗塞により休養（宮原浩暢、日野真一郎、佐藤隆紀の3名で活動継続）

- 2022年　
  1. 7月　佐賀龍彦、ナレーションの仕事で10ヶ月ぶりに活動再開。
- 2023年　　　
  - 10月　ハッツアンリミテッドよりベストアルバム 『ROMANTiCA』をリリース
- 2024年
  - 5月　メンバーの佐賀龍彦が2021年9月に患った脳梗塞の完治を目標としたリハビリに専念するとの理由により、2024年9月末でグループを脱退することが発表された[6]。なお、佐賀脱退後における10月以降のグループ活動については新体制を整えるため、年内は休止とすることも併せて発表された[6]。

## 主な活動

### ライブ・コンサート
- クルーズ客船「飛鳥II」コンサート（2011年7月18 - 26日）
- You! Us! We! The Concert（2012年9月、Bunkamuraオーチャードホール 他 全国4ヶ所5公演）
- Shall we Sing? Suntory Hall 2013〜全てを忘れる内緒の時間〜（2013年3月2日、サントリーホール）
- メジャー・デビュー1周年記念コンサート「1st Anniversary Concert!」（2013年8月31日・12月7日）
- Spring tour 2014〜華麗なるミュージカル・セレクション〜（2014年3月 - 6月、Bunkamuraオーチャードホール 他）
- LE VELVETS CONCERT TOUR 2015「Because of you」〜感謝の気持ちを込めて〜（2015年4月10日、13日、14日、21日、23日、静岡・福井・京都・福島・福岡）
- LE VELVETS CONCERT TOUR 2015「魅惑のクラシカル・エンターテイメント 」（2015年9月11日 - 10月1日、東京、宮城）
- LE VELVETS CONCERT TOUR 2016「Because of you」〜心をひとつに〜（2016年5月10日、11日、12日、21日、23日、福井・京都・静岡・福岡・福島）
- LE VELVETS コンサート 2016「CLASSIC PASSION」（2016年10月15日 - 11月27日、東京・大阪・福岡・愛知・静岡・宮城）
- LE VELVETS〜One Night Special Concert〜新たなる旅立ち（2016年12月4日、東京NHKホール）
- LE VELVETS CONCERT TOUR 2017「Because of you」〜ありがとうを届けに〜（2017年5月16日、18日、19日、21日、23日、静岡・福井・京都・福島・福岡）
- LE VELVETS コンサート 2017「CLASSIC D'AMOUR」（2017年9月18日 - 11月19日、大阪・福岡・神奈川・宮城・東京）
- LE VELVETS〜One Night Special Concert〜第二楽章（2017年12月15日、東京NHKホール）
- LE VELVETS CONCERT TOUR 2018「Because of you」〜笑顔とともに〜（2018年4月1日、3日、4日、7日、福岡・京都・静岡・福島）
- LE VELVETS 10th Anniversary CONCERT TOUR 2018「Teatro Clásico」（2018年10月20日 - 12月5日、東京・福岡・大阪・愛知）
- LE VELVETS コンサート2019「WORLD MUSICAL」（2019年11月12日 - 11月30日、東京・福岡・愛知・大阪)
- LE VELVETS オンラインコンサート「STAY Voice&Music」(2020年7月15日）
- LE VELVETSコンサートツアー2020「PRAYLIST[7][8]」（2020年10月16日 - 11月29日 東京・京都・大阪・仙台・福岡・名古屋・東京）
- 「ビルボードライブ東京」（2021年7月28日29日　４公演）
- LE VELVETS CONCERT2021「WORLD MUSICAL 2」（2021年10月21日ー11月2１日 東京・大阪・東京）
- LE VELVETS クリスマスディナーショー（2021年12月8日-12月24日 京都・浦安・新横浜）
- 「ビルボードライブ東京」（2021年12月20日・21日　4公演）
- LE VELVETS コンサート2022「Because of you〜僕らは歌う〜」（2022年6月11日6月12日　東京・横浜）
- LE VELVETS CONCERT TOUR2022 Eternal（2022年10月 - 11月　東京・名古屋・大阪・福岡・東京）
- LE VELVETS クリスマスディナーショー（2022年12月７日-12月2５日 京都・熊本・浦安・大阪）
- billboard classics 「LE VELVETS 15th ANNIVERSARY Premium Symphonic Concert2023」(2023年3月17日 東京芸術劇場　4月1日京都コンサートホール)
- LE VELVETSコンサートツアー2023 Because of you 〜15th Anniversary〜　（2023年5月27日 めぐろパーシモンホール　 5月28日 一宮市民会館　 6月3日 三島市民文化会館 　6月9日 サンシティ越谷市民ホール　 6月11日 鎌倉芸術館　　　 6月24日岸和田市浪切ホール　6月25日 たつの市総合文化会館）
- billboard classics 「LE VELVETS 15th ANNIVERSARY Premium Symphonic Concert2023 〜Encore〜」　　　（2023年8月6日　東京文化会館大ホール）
- LE VELVETS 15th Anniversary CONCERT TOUR〜ROMANTICA〜 (10月20日～11月19日 東京・福島・静岡・京都・福岡・大阪)
- 「徹子の部屋」コンサート 2023 (11月22日 11月26日)
- 「LE VELVETS Dinner Show 2023」(12月・12日京都・19日大阪・20日千葉・21日愛知)
- LE VELVETS コンサート 2024 Because of you （5月19日 よこすか芸術劇場 6月1日 埼玉会館 6月15日 太田区民ホール アプリコ6月16日 京都劇場)
- LE VELVETS CONCERT TOUR 2024 VIVERE〜彩りの未来へ〜(8月3日 8月4日Bunkamuraオーチャードホール 9月21日NHK大阪ホール)
- 「LE VELVETS ビルボードライブ 2025」(ビルボード大阪7月28日(月)ビルボード横浜7月30日(水)31日(木))
- LE VELVETS CONCERT TOUR 2025 「The Rising Voices」(NHK大阪ホール10月13日(月祝)  LINE CUBE SHIBUYA10月17日(金)J:COM北九州芸術劇場11月4日(火) )

### 舞台
- クリエンターレ!（2015年1月3日 - 1月7日、シアタークリエ）
- The Sparkling Voice -10人の貴公子たち-（2016年1月28日 - 2月1日、シアタークリエ）
- M.クンツェ＆S.リーヴァイの世界〜３rdSeason〜 (2023年9月10日-9月26日 シアタークリエ)

### イベント出演
- 高円宮憲仁親王殿下五年式年祭（2009年5月3日）
- 鶴岡八幡宮 奉納コンサート「鎌倉音楽祭 鶴舞2010」（2010年8月28日）
- 「全音楽界による音楽会」東北関東大震災チャリティーコンサート（2011年4月20日、サントリーホール）
- 鶴岡八幡宮 奉納ライブコンサート 鎌倉音楽祭 鶴舞2011（2011年8月28日）
- サントリー1万人の第九（2011年12月4日、宮城学院女子大学・2013年12月1日、仙台サンプラザホール）
- FUJI XEROX SUPER CAP 2012（柏レイソル 対 FC東京）（2012年3月3日、国立競技場） - 国歌斉唱
- プロ野球 パ・リーグ公式戦「千葉ロッテマリーンズ 対 オリックス・バファローズ」（2012年7月6日、QVCマリンフィールド） - 国歌斉唱
- 明治天皇没後100年記念式典（2012年7月28日、明治神宮会館）
- オリンピックコンサート2012（2012年10月4日、東京国際フォーラム・ホールA）
- 阪神タイガースホーム開幕戦（阪神タイガース 対 中日ドラゴンズ）（2013年4月2日、京セラドーム大阪） - 国歌斉唱
- 銀座ヤマハホール「Voice」（2014年1月9日・10日、銀座・ヤマハホール）
- 「岩谷時子メモリアルコンサート〜愛の讃歌〜」（2014年9月30日、NHKホール）
- 「YUMI KATSURA 50th SHINIG FOEVER」(2015年2月25日、ザ・プリンスパークタワー東京 ボールルーム)
- 「全音楽界による音楽会」東北関東大震災チャリティーコンサート（2015年3月11日、サントリーホール）
- 「live image 15 quinze」（2015年5月1日・長崎ブリックホール、3日・フェスティバルホール、4日・愛知県芸術劇場大ホール、6日・神戸国際会館こくさいホール、8日・福岡市民会館、16日・17日・東京国際フォーラム・ホールA）
- 「Sparkling Voiceー10人の貴公子たちー」(2016年1月28日～2月1日、シアタークリエ)
- 「全音楽界による音楽会」東北関東大震災チャリティーコンサート（2016年3月11日、サントリーホール）
- 「The Vocalist Celebration Night」(2016年3月27日～4月2日、東京国際フォーラム ホールC)
- 厳島神社世界遺産登録20周年記念奉賛「世界遺産で舞い歌う 祈り」(2016年6月3日、厳島神社能舞台)
- 「福岡音楽祭－音恵－」(2016年7月24日、福岡県護国神社)
- 「情熱大陸SPECIAL LIVE SUMMER TIME BONANZA '16~15th Anniversary~」(2016年8月27日、夢の島公園陸上競技場)
- 北九州スタジアムグランドオープン LE VELVETS 国歌斉唱・ミニライブ（2017年3月12日、ミクニワールドスタジアム北九州）
- 福岡音楽祭「音恵」(2017年5月27日、福岡県護国神社)
- 世界遺産上賀茂神社で舞い歌う「祈り」(2017年6月9日、賀茂別雷神社)
- 「live image 17 dix-sept」(2017年6月30日、7月14日、Bunkamuraオーチャードホール)
- 「情熱大陸ライブ 2017」(2017年7月22日万博記念公園もみじ川芝生広場、8月5日葛西臨海公園汐風の広場)
- 市民がつくる追悼と音楽の祭り「ヒロシマ祭りーすべての人の心に花を・・・」(2017年8月6日、広島文化学園HBGホール)
- 「全音楽界による音楽会」東北関東大震災チャリティーコンサート（2018年3月10日、サントリーホール）
- フィギュアスケートTV!「Classical concert」(2018年4月21日、かつしかシンフォニーヒルズ モーツァルトホール)
- 宝塚歌劇団OG×LE VELVETS「SHOW STOPPERS！！」(2018年6月2日～8日東京国際フォーラム ホールC、6月19日～24日梅田芸術劇場 シアター・ドラマシティ)
- 「live image 18 dix-huit」(2018年6月14日Bunkamuraオーチャードホール、6月24日フェスティバルホール、7月8日昭和女子大学 人見記念講堂)
- 市民がつくる追悼と音楽の祭り「ヒロシマ祭りーすべての人の心に花を・・・」(2018年8月6日、広島文化学園HBGホール)
- 中島みゆきリスペクトライブ2019「歌縁」(2019年1月31日中野サンプラザ、2月11日いわき芸術文化交流館アリオス 大ホール)
- 「全音楽界による音楽会」東北関東大震災チャリティーコンサート（2019年3月19日、サントリーホール）
- 「STAND UP!CLASSIC RESTUVAL '19」（2019年9月28.29日、横浜赤レンガ倉庫特設会場）
- 「全音楽界による音楽会」東北関東大震災チャリティーコンサート（2021年3月11日、サントリーホール）
- 「STAND UP!CLASSIC オペラ♪ミュージカル新春歌合戦」（2022年1月4日 Bunkamuraオーチャードホール）
- 「岩谷時子メモリアルコンサート Forever Vol.4」(2022年2月1日 LINE CUBE SHIBUYA渋谷公会堂)
- 「世界遺産で舞い歌う〜祈り〜」人間国宝梅若実玄祥と共演（2022年5月18日　京都賀茂別雷神社）
- 「徹子の部屋クラシック2022」（2022年6月15日 Bunkamuraオーチャードホール）
- 婦人画報「清水寺　奉納コンサートと狂言の一夜」（2022年10月）清水の舞台 特別拝観貸切コンサート
- 「山口きずな音楽祭 Vol.10+4」(2022年12月)
- 第10回「全音楽界による音楽会」3.11チャリティーコンサート(2023年3月)
- 「ミュージカルは最強です！は～い！」(2023年7月)
- 「古都名刹青蓮院門跡青龍殿で舞い歌う～祈り～」(2023年9月 青蓮院門跡)
- 「山口きずな音楽祭 Vol.10+5」(2023年12月）
- 「プリンスアイスワールド2023-2024」(2024年2月)
- 第11回「全音楽界による音楽会」3.11チャリティーコンサート(2024年3月)
- 「福岡音楽祭 音恵～ONKEI～2024」(2024年5月25日 福岡縣護国神社)
- ニッポン放送開局70 周年記念「あの素晴しい歌をもう一度コンサート2024 東京」(2024年6月 東京国際フォーラム ホールA)
- 東京国際音楽祭「昭和99年紅白歌合戦」(2024年5月4日(土)大田区民ホール アプリコ 大ホール)
- Seiko presents 「Starry Night Concert vol.29」（2024年5月23日(木)浜離宮朝日ホール）
- 久原本家 茅乃舎 presents「葉加瀬太郎音楽祭 2024」(2024年6月8日(土)京都 上賀茂神社［賀茂別雷神社］)
- ミュージカルは最強です！2024 ～お笑いチャンプと頂上決戦～(2024年7月15日(月)LINE CUBE SHIBUYA )
- 「山口きずな音楽祭 Vol.10+6」(2024年８月22日 (木)山口市民会館大ホール)
- 「あの素晴しい歌をもう一度コンサート2025大阪」(2025年3月3日(月)オリックス劇場)
- 青森放送スペシャルコンサート「岩崎宏美・ LE VELVETS 」(2025年5月18日(日))
- 久原本家 茅乃舎presents「葉加瀬太郎 音楽祭 2025」(6月7日(土) 京都 上賀茂神社［賀茂別雷神社］ 開場13:30 開演15:00 6月8日(日)  開場13:00 開演14:30　※LE VELVETSの出演は、6月8日のみ)

### テレビ番組
- はなまるマーケット（2009年4月5日、TBS系列）
- QVCジャパン（2011年1月28日） ※デビューCDプロモーション
- 僕らの音楽（2011年10月14日、フジテレビ系列）
- 2011 FNS歌謡祭（2011年12月7日、フジテレビ系列） - 東方神起&ゴスペラーズと「永遠に」、矢井田瞳&堂本剛と「my sweet darlin'」をコラボレーション
- MUSIC FAIR（2012年1月28日、フジテレビ系列）
- Panasonic 3D MUSIC STUDIO（2012年4月 - 9月、BS朝日）- レギュラー
- NHK歌謡コンサート（2012年10月11日、NHK総合） - 「第九〜歓喜の歌〜」を歌唱
- 堺でございます（2013年4月 - 、BSフジ） - レギュラー
- Music by Le Velvets（2013年6月 - 、QVCジャパン） - レギュラー
- 日本の名曲 人生、歌がある（2013年10月 - 、BS朝日） - レギュラー
- ごごウタ（2020年9月　NHK総合）
- 映画音楽はすばらしい![9]（2020年10月 NHK BSプレミアム・NHK BS4K）「美女と野獣」-佐藤隆紀&昆夏美「PRETTY WOMAN」「序章」-LE VELVETS
- 「LE VELVETS CONCERT TOUR2020 PRAYLIST＆SPインタビュー」（2020年12月　CSテレ朝チャンネル１）Bukamuraオーチャード公演
- 「はやウタ」（2021年11月14日　NHK総合）「民衆の歌」を歌唱
- 「LE VELVETS CONCERT2021 WORLD MUSICAL２」（2021年12月23日　CSテレ朝チャンネル1）
- 「徳光和夫の名曲にっぽん」（2022年3月　BSテレ東）
- 「徹子の部屋」[10]（2022年9月　テレビ朝日）
- 「Sound Inn S」クリスマススペシャル（2022年12月 BSTBS）
- 「どき生らいぶ」（2022年12月 山口朝日放送）
- 「はやウタ」（2023年2月 NHK総合）
- 「LE VELVETS Midnight Concert」(2023年4月BSフジ)
- 「徹子の部屋」(2023年9月 テレビ朝日)
- 「ミュージカルは最強です！は～い！」(2023年9月 WOWOWプラス)
- 「うたコン」（2023年10月 NHK総合）
- 「はやウタ」（2023年10月 NHK総合）
- 「徹子の部屋」（2024年1月 テレビ朝日）
- 「J-MELO」（2024年3月 NHK WORLD-JAPAN）
- 「プリンスアイスワールド2023-2024」(2024年2月24日 2月25日)
- LE VELVETS CONCERT 2024 「VIVERE～彩りの未来へ～」（2024年10月26日(土)テレ朝チャンネル）
- J：テレ 10ch「あの素晴しい歌をもう一度コンサート2025 大阪」(5月2日(金)　21:00〜23:00)

### ラジオ番組
- キナン presents レッツ!ヴェルヴェッツ!（2014年10月 - 2015年6月、MBSラジオ） - レギュラー

### CM
- 美カンヌ化粧品（2014年）
- 日医工「立山の自然 日本語歌詞編」（2015年）
- 日医工社員合唱編（2016年）
- 豆子郎（2017年）

### タイアップ
- The Letter To My Mother 〜母への手紙〜（2013年 TBS/MBS系、春のドラマ特別企画「母。わが子へ」） - 主題歌
- 宇宙のファンタジー　長岡秀星回顧展[11]-透明な宇宙を求めて[12]-（2020年12月）イメージソング

## 個々の活動
佐賀龍彦
佐藤隆紀
- ミュージカル「タイタニック」 - チャールズ・クラーク役（2015年3月14日 - 29日 東京都・Bunkamura シアターコクーン、4月1日 - 5日 大阪府・梅田芸術劇場 シアター・ドラマシティ）
- ミュージカル「エリザベート」 - フランツ・ヨーゼフ 役（2015年6月13日 - 8月26日 東京都・帝国劇場）
- ミュージカル「スカーレット・ピンパーネル」 - ロベスピエール / プリンス・オブ・ウェールズ 役（2016年10月19日 - 11月29日 東京都・赤坂ACTシアター・大阪府・梅田芸術劇場 メインホール、東京都・東京国際フォーラム ホールC）
- ミュージカル「キューティ・ブロンド」 - エメット役（2017年3月21日 - 4月28日 東京都・シアタークリエ、愛知県・愛知県芸術劇場 大ホール、香川県・大分県・福岡県・広島県・静岡県・福井県・大阪府）
- ミュージカル「マタハリ」 - ラドゥ役（2018年1月21日 - 28日 大阪府・梅田芸術劇場 メインホール、2月3日 - 18日 東京都・東京国際フォーラム ホールC）
- ミュージカル「マリー・アントワネット」ルイ16世役（2018年9月14日 - 2019年1月15日 福岡県・博多座、東京都・帝国劇場、愛知県・御園座）
- ミュージカル「レ・ミゼラブル」ジャン・バルジャン役（2019年4月19日 - 9月17日 東京都・帝国劇場、愛知県・御園座、大阪府・梅田芸術劇場メインホール、福岡県・博多座、北海道・札幌文化芸術劇場）
- FNS歌謡祭～「うたの夏祭り」に「レミゼカンパニー」として出演（2019年7月24日)
- 笹本玲奈20thアニバーサリーコンサート「Breath」（2019年7月20日）、平方元基プレミアムコンサート2019(2019年12月20日)ゲスト出演
- 「CHESS THE MUSICAL」アービター役（2020年1月25日 - 2月9日 、大阪府・梅田芸術劇場メインホール、東京都・東京国際フォーラム ホールC）
- ミュージカル「レ・ミゼラブル[13]」ジャン・バルジャン役（2021年5月〜10月　東京・帝国劇場　福岡・博多座　大阪・フェスティバルホール　長野・まつもと）出演
- ミュージカル「エリザベート[14]」フランツ・ヨーゼフ役（2022年10月10日-2023年1月30日帝国劇場、御園座、梅田芸術劇場、博多座）
- 喜多方プラザ企画公演 きたかたミュージックフェア「澤田知可子Friendship Concert vol.2 」　　（3月12日福島・喜多方プラザ文化センター 大ホール）
- 「フレンズ・オブ・ディズニー・コンサート 2023」（2023年4月29日東京国際フォーラム・ホールA）
- ミュージカル「ベートーヴェン」フランツ・ブレンターノ役（2023年12月9日～2024年1月21日 東京 日生劇場、福岡 福岡サンパレス、愛知 御園座、兵庫県 兵庫県立芸術文化センターKOBELCO大ホール）
- 「THE PARTY in PARCO劇場 PARTⅡ～Spring～」（3月30日(土)、31日(日)PARCO劇場）佐藤出演3月30日
- 第117回サマーステップコンサート「Bravo! Musicals & Classics」(７月25日(木)東京ガーデンシアター)
- 「相葉裕樹 20th Anniversary Live2024」（8月31日(土)コットンクラブ）
- 佐藤隆紀 オーケストラコンサート 〜 Sugar's Sweet Time〜(10月5日(土)東京オペラシティ・コンサートホール)
- ミュージカル「レ・ミゼラブル2024-25年」ジャン・バルジャン役（2024年12月-2025年6月大阪府・梅田芸術劇場 福岡県・博多座 長野県・まつもと市民芸術館 北海道・札幌文化芸術劇場 hitaru 群馬県・高崎芸術劇場）
- 「ディズニーディズニー・オン・アイス」大阪公演（8月10日(土) 大阪城ホール）
- 「ハリウッド・フェスティバル・オーケストラ」名古屋公演(1月15日(水) Niterra日本特殊陶業市民会館　フォレストホール)
- CONCERT「THE BEST New HISTORY COMING」帝国劇場(2月14日(金)～28(金) )
- 2024年11月、喜多方応援大使委嘱
- 「佐藤隆紀 ソロコンサート2025 〜Sugary Box〜」（2025年7月5日(土)LINE CUBE SHIBUYA）
- モーリー・イェストン生誕80周年記念コンサート「Life's A Joy! Life Goes On!!」～ with 20 years of Gratitude from Umeda Arts Theater(7月19日(土)、20日(日)@東京公演東京国際フォーラム ホールA /7月26日(土)、27日(日)@大阪公演梅田芸術劇場メインホール)
- 第120回サマーステップコンサート「Fantastic! Musicals & Classics」(2025年7月22日(火)東京ガーデンシアター)
- ミュージカル「ジキル＆ハイド」(2026年3月@東京国際フォーラム ホールC/2026年4月大阪、福岡、愛知、山形)

日野真一郎
- ミュージカル「ファントム」 - 出演（2014年9月13日 - 29日 東京都・赤坂ACTシアター、10月5日 - 15日 大阪府・梅田芸術劇場 メインホール）
- 2014年、平成26年度（第47回）北九州市民文化奨励賞を受賞
- 2015年2月、北九州市観光大使委嘱
- ソロコンサート「Memoria」〜記憶〜（2015年3月15日・福岡県、7月21日・東京都）
- ソロコンサート「Memoria II」〜記憶〜（2015年11月16日 東京都）
- ソロコンサート「Memoria III」〜記憶〜（2016年7月20日 東京都）
- ソロコンサート「Memoria IV」〜記憶〜（2017年4月22日 東京都）
- Super神話音楽劇 第2回東京公演 ドラマティック古事記 - 神々の戦いと旅立ちの物語 - スサノオ役、アメノコヤネ（祝詞の神）役 (2019年9月 東京都・新国立劇場 オペラパレス)
- 平方元基プレミアム・コンサート2017 ゲスト出演（2017年12月 東京都・めぐろパーシモンホール大ホール)
- ソロコンサート「Memoria V」〜記憶〜（2018年4月28日、東京都）
- ミュージカル「SMOKE」 超役（2018年10月4日 - 28日 東京都・浅草九劇）
- ミュージカル「のべつまくなし」 スペシャルゲスト出演（2019年4月25日 - 5月24日 東京都・サンシャイン劇場、愛知県・アートピアホール、大阪府・サンケイホールブリーゼ、福岡県・北九州芸術劇場 中劇場)
- ミュージカル「SMOKE」 海・超両役（2019年7月25日 - 8月18日 東京都・浅草九劇）
- ミュージカル「ドラマティック古事記2020〜神々の愛の物語」スサノオ役（2020年7月31日ー8月3日 東京・よみうり大手町ホール）
- ソロコンサート「Billboard Live TOKYO」「 Billboard LiveOSAKA」（2021年3月）
- ブロードウェイミュージカル「GloryDays」(2021年9月-10月　博品館劇場）主人公ウィル役
- ミュージカル「ジョセフ・アンド・アメージング・テクニカラー・ドリームコート」（2022年4月　日生劇場ほか）
- ミュージカル「ダブル・トラブル 2022年夏 -SeasonA-」(2022年7月29日-8月14日オルタナティブシアター）
- 「三都物語」～京都・巴里・東京　装束サマーフェスティバル〜(2022年8月22日～2022年8月23日 明治座)
- ミュージカル & 映画⾳楽 「ドリーム・キャラバン with シンフォニック・ジャズ・オーケストラ EAST & WEST」(2022年9月11日神奈川県民ホール  9月21日札幌市教育文化会館 大ホール  10月8日東京オペラシティ)
- 足立区制90周年記念「小松亮太タンゴ五重奏　with 日野真一郎(2022年 12月3日 12月4日 シアター1010)
- 「美しき神々の舞」 ～PASSION～(2023年2月28日 城山ホテル鹿児島 エメラルドホール)
- 「オロナミンC ドリンク PRESENTS 阿波踊りサウンドフェスティバル 2023」(2023年8月11日 徳島中央公園)
- 「ドリーム・キャラバンコンサートwith シンフォニック・ジャズ・オーケストラ」(2023年11月18日東京オペラシティ 2024年1月29日岡山シンフォニーホール )
- J-CULTURE FEST presents 井筒装束シリーズ 詩楽劇「沙羅の光」～源氏物語より～(2024年1月3日-1月7日東京国際フォーラム ホールD7)
- 「ハーモニーに乾杯2024 ～REIKO'S BIRTHDAY PARTY～」(2024年1月14日 I'M A SHOW)
- ミュージカル：「SMOKE」(2024年1月23日-3月31日 浅草九劇)
- Song Show「Ivory」(2024年5月23日〜6月9日 東京芸術劇場シアターウエスト)
- 日野真一郎ディナーショー(2024年8月24日リーガロイヤルホテル小倉8月25日リーガロイヤルホテル大阪)
- 「オロナミンCドリンク PRESENTS 阿波踊りサウンドフェスティバル2024」（8月11日徳島中央公園）
- にっぽん丸「春の横浜ワンナイトクルーズ」(５月5日(月祝)横浜発~6日(火祝)横浜着　２日間)
- 「Precious Dream Night 2025」(5月7日(水) 渋谷区文化総合大和田さくらホール)
- 日野真一郎ディナーショー(6月1日(日) リーガロイヤルホテル小倉 6月22日(日)リーガロイヤルホテル大阪 ヴェニットコレクション)
- 日野真一郎 MEMORIA CONCERT(6月10日(火) TOKYO FMホール)

宮原浩暢
- バリトンの逆襲 A Tribe Called “Bariton”（2015年1月23日、浜離宮朝日ホール） - 吉武大地（ESCOLTA）との共演
- live image cinema」 - 出演（2015年1月26日 東京都・東京芸術劇場）
- ミュージカル「グランドホテル」（2016年4月 - 5月 東京都・赤坂ACTシアター、大阪府・梅田芸術劇場メインホール） - フェリックス・フォン・ガイゲルン男爵役 ※GREENチーム
- クレモンティーヌ BLUE NOTEライブ ゲスト出演（2017年3月26日 東京都）
- ソロコンサート「Aroma Note」（2017年4月4日 東京都・パレスホテル東京「山吹」）
- ソロコンサート「Aroma Note」（2018年3月2日 東京都、3月9日 大阪府）
- 舞台「ピアフ」に出演（2018年11月4日 - 12月17日 東京都・シアタークリエ、広島県・JMS明日テールプラザ 大ホール、香川県・レクザムホール 小ホール、大阪府・森ノ宮ピロティホール）
- ミュージカル「笑う男 The Eternal Love - 永遠の愛 - 」デヴィット・ディリー・ムーア卿役（2019年4月9日 - 5月26日 東京都・日生劇場、愛知県・御園座、富山県・新川文化ホール、大阪府・梅田芸術劇場メインホール、福岡県・アルモニーサンク北九州ソレイユホール）
- ミュージカル「Little Women－若草物語－」ベア教授役(2019年9月3日－10月6日、東京都・シアタークリエ、愛知県・日本特殊陶業市民会館ビレッジホール、福岡県・福岡市民会館)
- ミュージカル「悪魔の毒毒モンスター」全16役（2020年3月16日ー4月5日 東京・よみうり大手町ホール 大阪・松下IMPホール＊中止
- ミュージカル「メリリー・ウィ・ロール・アロング」（2021年5月6月　新国立劇場中劇場・大阪）弁護士役出演予定
- ソロコンサート「Billboard Live TOKYO」（2021年3月）
- 「ジーザス・クライスト＝スーパースターinコンサート」[15]（2021年7月8月　東急シアターオーブ・大阪）出演
- ミュージカル「アラバスター」（2022年6月7月 東京芸術劇場プレイハウス・大阪）主人公アラバスター役
- 「The PARTY in PARCO劇場」(2022年11月　PARCO劇場）
- オフブロードウェイミュージカル「悪魔の毒毒モンスター」（2023年1月 EXTHEATER ・大阪）
- 「ハーモニーに乾杯2024 ～REIKO'S BIRTHDAY PARTY～」(2024年1月14日 東京 I'M A SHOW)
- 「 Aroma Note」in Billboard Live YOKOHAMA(2024年1月30日 ビルボードライブ横浜)
- 「HOPE」THE UNREAD BOOK AND LIFE(2024年3月～4月ところざわサクラタウン　ジャパンパビリオンホールA 梅田芸術劇場シアタードラマシティ I’M A SHOW)
- 「海の上のピアニスト」浜離宮朝日ホール 小ホール(2024年5月5~5月7日)
- 「Jewels Story ～プッチーニの奏でた世界～」@渋谷区文化総合センター大和田さくらホール(2024年7月13日～14日)
- 「トンデモ?ピーター・パン!〜Peter Pan Goes Wrong〜」(2024年9月28日(土)～10月1日(火)＠梅田芸術劇場シアター・ドラマシティ　10月5日(土).6日(日)＠アイプラザ豊橋　2024年10月10日(木)～14日(月祝)＠東京国際フォーラム ホールC)
- リーディング・オペラop.2「蝶々夫人」（2025年3月　東京 イタリア文化会館ホール　神奈川 ヨコスカ　ベイサイド　ポケット　大阪 近鉄アート館）
- 和楽 朗読劇「風の又三郎――和太鼓･三味線･筝と語り･歌でつづる 宮沢賢治の世界――」@あうるすぽっと（10月25日～27日）
- 宮原浩暢ソロコンサート「 〜Aroma Note in Billboard Live “ENCORE”〜」(@Billboard Live OSAKA2024年12月14日(土)@Billboard Live YOKOHAMA12月27日(金))
- リーディング音楽劇「ジャングル大帝」@大阪公演(梅田芸術劇場)2025年1月10日（金）～13日(月・祝）@東京公演(有楽町よみうりホール)2025年1月1８日(土)～1月31日(金)
- 「Gift of Love Songs ～happy new year 2025 ～ 」@渋谷区文化総合大和田さくらホール(2025年1月13日(月・祝))
- 「Jewels Story ～ラフマニノフの響夢～」@日本橋三井ホール 4月29日(火・祝)
- 「songs for a new world」@浅草九劇 7月22日(火)～24日(木)  ※宮原浩暢の出演は7月22日(火)19:00のみ

佐藤隆紀、宮原浩暢
- 2人のユニット「スーパーミュージックブラザーズ」として、ヤマハホールpresents「うたの宝物コンサート」（2014年8月27日、銀座・ヤマハホール）
- 2014年8月27日、アルバム「イチゴ牛乳」「コーヒー牛乳」（COCX-38725/38726）二枚同時発売

## ディスコグラフィー
アルバム
- Le Velvets（2010年6月2日）※5曲入り
- Night Drive（2011年1月28日）
- Duo（2011年12月21日）
- Solo（2012年2月8日）
- Le Velvets（初回盤 / 通常盤）、Le Velvets（トレビアンエディション）（2012年8月29日）
- For You、あなたへ（2013年8月27日）
- むかしは、今 流行歌生誕百年記念アルバム（2013年9月10日）
- NEO CLASSIC（2015年9月2日）
- CLASSIC PASSION（2016年9月14日）
- 「Teatro Clásico」（2018年10月10日）
- 「WORLD MUSICAL[16]」(2019年11月13日)
- 「PRAYLIST」（2020年10月21日）

ベストアルバム
- 「ROMANTiCA」(2023年10月18日)

映像作品
- LE VELVETS One Night Special Concert～第二章～ (DVD)(2018年8月25日)
- LE VELVETS CONCERT TOUR 2022～Eternal～ (Blu-ray／DVD)(2023年5月27日)
- LE VELVETS CONCERT TOUR 2024「VIVERE～彩りの未来へ～」(Blu-ray)(2025年４月1日)